# Jewgienij Roszczin
Jewgienij Jewgienjewicz Roszczin, ros. Евгений Евгеньевич Рощин, błr. Яўген Яўгенавіч Рошчын – Jauhien Jauhienawicz Roszczyn (ur. 28 maja 1962 w Ust'-Kamienogorsku, Kazachska SRR) – radziecki i białoruski hokeista pochodzenia kazachskiego, reprezentant Białorusi, olimpijczyk.
Jego syn Alexei Roshchyn, urodzony w 1985 w Mińsku, także został hokeistą, kontynuował karierę w Hiszpanii i został reprezentantem tego kraju.

## Kariera zawodnicza
- Torpedo Ust-Kamienogorsk (wychowanek)
- Dynama Mińsk (1980–1981, 1984–1985)
- Sokił Kijów (1985–1989)
- Cracovia (1989–1991)
- GKS Tychy (1991–1992)
- CH Jaca (1992–1998)

Pochodził z Kazachskiej SRR. Wychowanek klubu Torpedo Ust'-Kamienogorsk. Dorastał w Białoruskiej SRR i następnie został obywatelem Białorusi. W wieku juniorskim w barwach ZSRR wystąpił w turniejach mistrzostw Europy do lat 18 w 1980, mistrzostw świata juniorów do lat 20 w 1982. W karierze seniorskiej reprezentował Białoruś. Uczestniczył w turniejach mistrzostw świata w 1997 (Grupa B) oraz zimowych igrzysk olimpijskich 1998 (zaliczył asystę w meczu 1/4 finału przeciw Rosji 1:4).
Przez sześć sezonów grał w Dynamie Mińsk. Występował w klubach radzieckich oraz w lidze polskiej w sezonach 1989/1990, 1990/1991 w barwach Cracovii (wraz z nim występował w tym czasie jego rodak Siergiej Agulin) oraz w edycji 1991/1992 w GKS Tychy (wraz z nim także grał Agulin). Później przez sześć lat do 1998 występował w hiszpańskiej drużynie CH Jaca.

## Sukcesy
Reprezentacyjne
- Brązowy medal mistrzostw Europy juniorów do lat 18: 1980
- Awans do grupy A mistrzostw świata: 1997 z Białorusią

Klubowe
- Złoty medal mistrzostw Hiszpanii: 1993, 1996 z CH Jaca
- Srebrny medal mistrzostw Hiszpanii: 1995, 1997 z CH Jaca
- Puchar Hiszpanii: 1993, 1995, 1996, 1998 z CH Jaca

Indywidualne
- I liga polska w hokeju na lodzie (1990/1991):
  - Piąte miejsce w klasyfikacji kanadyjskiej: 42 punkty[10]
- Liga hiszpańska 1996/1997:
  - Pierwsze miejsce w klasyfikacji kanadyjskiej: 44 punkty[11]